# Le Figaro Magazine
Le Figaro Magazine est un magazine supplément hebdomadaire du quotidien Le Figaro, fondé en 1978 par Louis Pauwels et paraissant chaque vendredi.
Il appartient au Groupe Figaro, détenu par la famille Dassault.

## Présentation

### Ligne éditoriale
Le ton des commentaires et la personnalité des chroniqueurs font du Figaro Magazine une véritable tribune de la droite au sens large. En 1980, Robert Hersant évince ou met à l'écart les représentants de la Nouvelle Droite, qui luttait alors pour le renouvellement des idées de droite et l'affirmation de valeurs opposées à celles de l'intelligentsia de gauche. Le Figaro Magazine veut alors apparaître comme le reflet de toutes les tendances de la droite politique, mais avec un regard moderne et parfois décalé. Malgré la première couverture consacrée à Valéry Giscard d'Estaing, le magazine se défend de privilégier un parti ou une personnalité politique. Il revendique la liberté de critique, soutient parfois des idées qui vont à contre-courant des opinions de la droite traditionnelle, et défend l'idée que l'art et la culture ne doivent pas être traités par le prisme d’a-priori politiques ou idéologiques. Louis Pauwels définit ainsi la mission du Figaro Magazine : « Nous ne faisons pas un news magazine qui doit suivre l'actualité. Nous travaillons au-dessus d'elle, nous sommes les vigiles du temps. Notre magazine est un objet d'art. ».

## Vie d'un hebdomadaire politique et culturel
Le Figaro invente de nouvelles formes et nouvelles formules : Le Figaro Magazine naît en 1978. Il connaît alors un succès rapide grâce à des contenus diversifiés et de qualité : la politique des suppléments initiée par le groupe contamine rapidement l’ensemble de la presse écrite quotidienne des trente dernières années.

### Naissance duFigaro Magazine(1978)
Lancé pour la première fois le 7 octobre 1978, le Figaro Magazine est la réponse du groupe Hersant, alors éditeur du Figaro, à l'absence de magazine d'information clairement situé à droite. L'idée date de quelques années plus tôt quand Robert Hersant, propriétaire du Figaro, souhaite accompagner son quotidien d'un supplément culturel qui porterait le nom de Figaro dimanche. Le projet est confié à l'écrivain Louis Pauwels, alors proche d'Alain de Benoist, fondateur du courant de pensée qui sera baptisé « Nouvelle Droite » par Le Nouvel Observateur en 1979. Le rédacteur en chef du Figaro dimanche sera le journaliste Patrice de Plunkett, encore proche du même courant à cette époque[réf. nécessaire].

### Installation de l'hebdomadaire (1978-1988)

Au printemps 1978, Robert Hersant décide de transformer ce supplément en véritable magazine. L'équipe s'enrichit alors de nouveaux collaborateurs comme Maurice Beaudoin (homme de confiance d'Hersant, rédacteur en chef de la rubrique tourisme et art de vivre), Jean d'Ormesson, Michel Dunois (ex-rédacteur en chef à L'Aurore), Alain Griotteray, François Nourissier, Philippe Bouvard, Jean-Claude Valla (de 1978 à 1980 ; celui-ci ira, cette même année, jusqu'à prendre la défense du négationniste Robert Faurisson dans les colonnes de l'hebdomadaire), Henri-Christian Giraud, Jean-Pax Méfret, Christine Clerc, Véronique Grousset, Jean-Edern Hallier, Véronique Prat, etc. Le service politique sera plus tard confié à Alain Berger, proche du RPR. Patrice de Plunkett, d'abord rédacteur en chef culture, deviendra directeur de la rédaction en 1990. De nombreuses personnalités politiques ou médiatiques participeront à l'aventure du Figaro Magazine : notamment Marcel Jullian, François Foucart, Jacques Chancel, François Chalais, Bernard Gavoty, Jean-Raymond Tournoux, Geneviève Dormann, Jean Montaldo, Jean-Louis Barrault, James de Coquet, Pierre Daninos, Calvi, Sempé, Ricor, etc.
En 1982, Le Figaro Magazine diffuse dans son reportage sur la révolution sandiniste des photographies truquées, censées représenter un massacre d'indigènes par les sandinistes. Présentés à l'ONU par les États-Unis comme preuves des crimes de guerre pratiqués par le gouvernement nicaraguayen, les clichés sont identifiés par leur auteur, qui explique qu'ils ont été pris sous la dynastie des Somoza et représentaient des membres de la Croix-Rouge (reconnaissables avant qu'une épaisse fumée noire ne soit ajoutée aux clichés originaux) en train de bruler des cadavres infectés par des maladies. Le Figaro Magazine reconnait finalement une erreur,.
De sa fondation aux années 1980, le siège du magazine est au 83 rue Montmartre (2e arrondissement de Paris).

### Vers la nouvelle formule (depuis 1988)

Logo jusqu'en 2014.

Logo à partir du 30 mai 2014.

Dans les années 1980, les options politiques de l'équipe du magazine lui font de nombreux ennemis. À partir de 1988, le Figaro Magazine s'oriente davantage vers les sujets de société, l'art de vivre, les voyages et les loisirs. En 1997, Patrice de Plunkett est remplacé à la tête de la rédaction par Bernard Lecomte, qui sera lui-même remplacé par d'autres. Franz-Olivier Giesbert dirigera le magazine quelque temps, avant d'être évincé par Yves de Chaisemartin (devenu PDG de la Socpresse qui édite Le Figaro) et de partir prendre la direction du Point. Après quoi Chaisemartin sera lui-même évincé par Serge Dassault, lorsque celui-ci reprendra la Socpresse. En septembre 2007, Étienne Mougeotte prend la direction de la rédaction du Figaro Magazine, en remplacement de Michel Schifres.
En même temps qu'il connaît de nouvelles équipes dirigeantes, le Figaro Magazine renouvelle régulièrement sa formule. La dernière, lancée en 2005, vise « à clarifier la lecture du journal et à rendre sa place à l’image », qui était l'un des points forts du magazine à son époque de grande diffusion. En 2006, son tirage (annoncé) s'élevait à 600 000 exemplaires, pour s'établir à 431 600 en 2011. Sa diffusion payante réelle s'établit à l'étiage de celle du Figaro quotidien. Le site Internet du magazine propose désormais des podcasts. À partir de 2011, le Figaro Magazine n'est plus publié le samedi mais le vendredi[réf. nécessaire].
Avec 140 000 exemplaires vendus par semaine, Le Figaro Magazine est en 2014 leader des « news magazine » en vente au numéro (425 000 en diffusion totale payée). Une nouvelle formule est lancée mi-mai 2014 : la une fait désormais place à un visuel en pleine page, comme les grands magazines internationaux, un espace de débat d'idées autour de l'actualité est mis en avant ainsi que quatre grands reportages et enquêtes ; le dessinateur de presse Nicolas Vial rejoint l'équipe de l’hebdomadaire.
Le 30 mai 2014, le titre lance une nouvelle formule.

## Rythmes et rites d'une vie de rédaction

### Directeur de la rédaction
- 1978-1990 : Louis Pauwels
- 1990-1997 : Patrice de Plunkett
- 1997-1998 : Jean-Marie Burn
- 1998-2000 : Franz-Olivier Giesbert
- 2001-2003 : Christine Kerdellant
- 2003-2005 : Joseph Macé-Scaron
- 2005-2007 : Michel Schifres
- 2007-2007 : Étienne Mougeotte
- 2007-2012 : Alexis Brézet
- depuis juillet 2012 : Guillaume Roquette

### Contributeurs notables duFigaro Magazine
- Frédéric Beigbeder
- Alain de Benoist
- Alain Berger
- Philippe Bouvard
- Calvi
- Jean Cavé
- Christian Combaz
- Marc Crapez
- François Chalais
- Jacques Chancel
- Christine Clerc
- François Delétraz
- Geneviève Dormann
- Alain Decaux
- Pierre Daninos
- François Foucart
- Bernard Gavoty
- Henri-Christian Giraud
- Valéry Giscard d'Estaing
- Alexandre (Michel) Grenier
- Alain Griotteray
- Jean-Edern Hallier
- Marcel Jullian
- Joseph Macé-Scaron
- Jean-Pax Méfret
- Jacques Nerson
- François Nourissier
- Louis Pauwels
- Patrice de Plunkett
- Xavier Raufer
- Robert Redeker
- Patrice Ricord
- Alix de Saint-André
- Jean-Jacques Sempé
- Jean Sévillia
- Jean-Raymond Tournoux
- Jean-Claude Valla
- Nicolas Vial
- Éric Zemmour

### Style
Le découpage du journal s'effectue en rubriques : la politique étrangère, les faits divers ou bien encore le sport, les nécrologies, etc. Les critiques du Figaro sur le monde artistique prennent une place importante.

### Polémiques
Le 6 novembre 2015, Le Figaro Magazine publie un photoreportage de onze pages sur la participation de son rédacteur en chef Guillaume Tabard au Marathon de New York. La semaine suivante, Le Canard enchaîné révèle que l'opération a été financée par l'équipementier sportif ASICS, alors que le reportage et les photos mettent à plusieurs reprises en valeur les chaussures ASICS portée par Guillaume Tabard. Face à la polémique médiatique, la société des journalistes du Figaro « presse la direction de renoncer définitivement à ce type d'opérations, qui ne sont pas conformes aux règles d'éthique en vigueur au Figaro ». Pour Guillaume Tabard : « L'angle de ce reportage, c'était le vécu du Marathon de New York par un coureur lambda, pas Asics. Est-ce que j'ai traité le sujet de manière honnête et rigoureuse, dans les règles du reportage ? Je pense que oui »[réf. nécessaire].
Une couverture du Figaro en novembre 2021 suscite un tollé national. « École : comment on endoctrine nos enfants : antiracisme, idéologie LGBT+, décolonialisme. Enquête sur une dérive bien organisée ». De nombreux commentateurs, notamment sur France Culture, dénoncent un journal qui défend le racisme, l'homophobie et le colonialisme à l'école. Une vive polémique a également lieu au sein de la rédaction quant à cette une.

## Annexe